# Scheinquirl

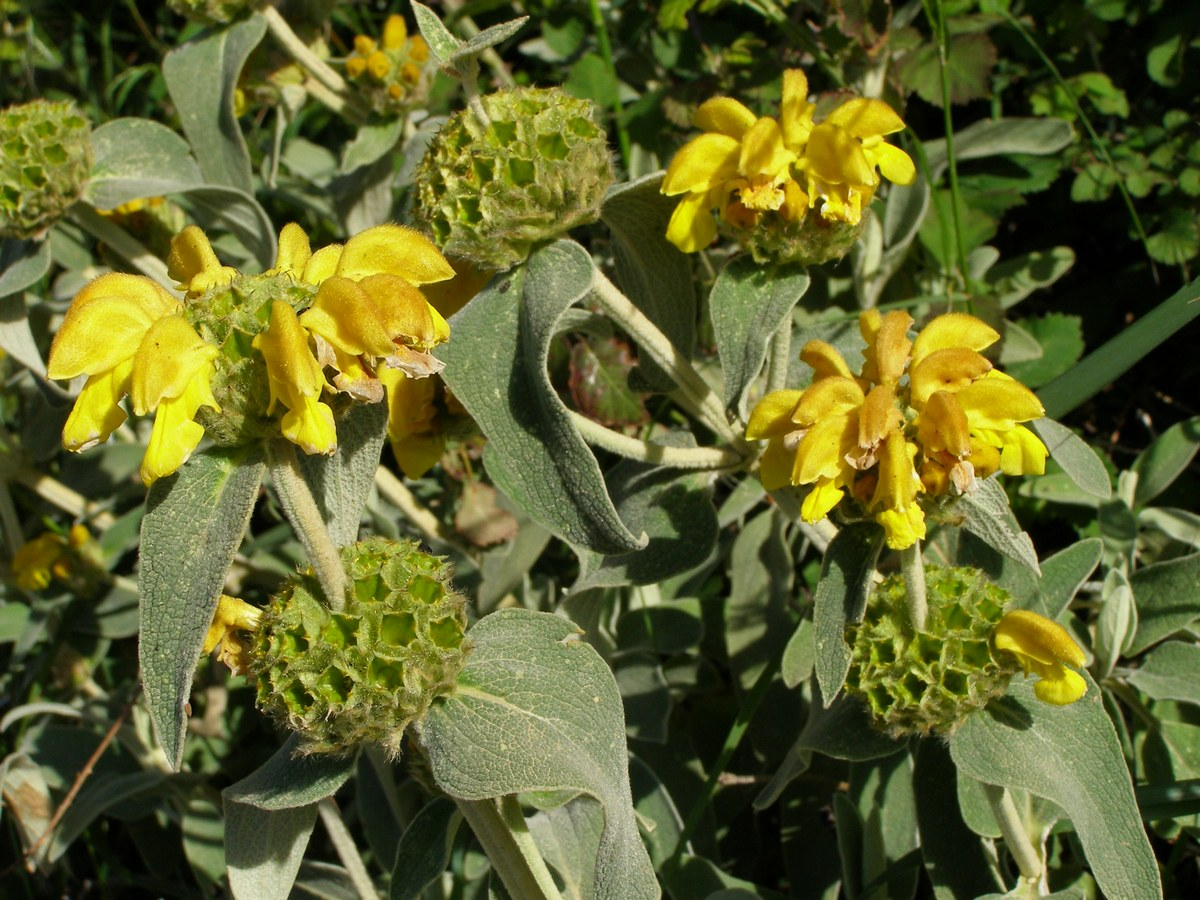
Scheinquirle mit Blüten und Früchten beim Strauchigen Brandkraut (Phlomis fruticosa)

Ein Scheinquirl, seltener Verticillaster, ist ein zusammengesetzter Blütenstand. Zwei Knäuel oder „Halbquirle“, gestauchte Zymen (meist Thyrsen) stehen sich gegenständig gegenüber und berühren sich meist auch. Dadurch entsteht der Anschein, es handle sich um einen echten Quirl. 
Scheinquirle sind die charakteristischen Blütenstände der Lippenblütler (Lamiaceae).
Ein sogenannter Scheinquirl kommt auch bei Blattstellungen vor, allerdings ist es nicht ganz dasselbe wie bei Blütenständen.

## Belege
- Manfred A. Fischer, Karl Oswald, Wolfgang Adler: Exkursionsflora für Österreich, Liechtenstein und Südtirol. 3., verbesserte Auflage. Land Oberösterreich, Biologiezentrum der Oberösterreichischen Landesmuseen, Linz 2008, ISBN 978-3-85474-187-9, S. 90.